# Amy Stiller
Amy Stiller (* 9. August 1961 in New York City, New York) ist eine US-amerikanische Schauspielerin. 

## Leben und Karriere
Amy Stiller ist die Tochter der beiden Komödianten Jerry Stiller und Anne Meara sowie die ältere Schwester des Schauspielers Ben Stiller. Nachdem sie bereits als Kind in dem Film Liebhaber und andere Fremde eine kleine Rolle hatte, arbeitet sie seit Ende der 1980er-Jahre regelmäßig als Schauspielerin in Film und Fernsehen. Sie übernahm Nebenrollen in mehreren Kinofilmen ihres Bruders Ben, außerdem trat sie in sieben Folgen der Serie King of Queens mit ihrem Vater Jerry in verschiedenen Gastrollen auf.

## Filmografie (Auswahl)
- 1970: Liebhaber und andere Fremde (Lovers and Other Strangers)
- 1989: Vampire’s Kiss – Ein beißendes Vergnügen (Vampire’s Kiss)
- 1989: Elvis Stories (Kurzfilm)
- 1989: That’s Adequate
- 1991: Highway zur Hölle (Highway to Hell)
- 1994: Reality Bites – Voll das Leben (Reality Bites)
- 1994, 1999: Law & Order (Fernsehserie, zwei Folgen)
- 1996: Seitensprung in Manhattan (The Daytrippers)
- 1996: Cable Guy – Die Nervensäge (The Cable Guy)
- 1998: Southie
- 1999–2007: King of Queens (The King of Queens, Fernsehserie, sieben Folgen)
- 2000: The Independent
- 2000: The Visit
- 2000: My 5 Wives
- 2000: Chump Change
- 2000: Amy Stiller’s Breast (Kurzfilm)
- 2001: Third Watch – Einsatz am Limit (Third Watch, Fernsehserie, eine Folge)
- 2001: Zoolander
- 2003: Crooked Lines
- 2004: Voll auf die Nüsse (Dodgeball: A True Underdog Story)
- 2008: Tropic Thunder
- 2010: Bored to Death (Fernsehserie, eine Folge)
- 2010: Meine Frau, unsere Kinder und ich (Little Fockers)
- 2013: Das erstaunliche Leben des Walter Mitty (The Secret Life of Walter Mitty)
- 2016: Zoolander 2
- 2018: The Mountain
- 2019: The Marvelous Mrs. Maisel (Fernsehserie, eine Folge)